# カレクシコ
カレクシコ（Calexico）は、アメリカ合衆国カリフォルニア州のインペリアル郡にある都市。人口は3万8633人（2020年）。アメリカ＝メキシコ国境に接している。国境の南には大都市メヒカリがある。

## 概要
地名はCaliforniaとMexicoの混成語である。ちなみにメヒカリもMexicoとCaliforniaの混成語である。両都市は国境を挟んで「双子都市」の関係にあるが、都市規模の差は大きい。
カレクシコの夏は暑く、日中は40℃を超える高温となる。年間雨量100ミリメートル未満の砂漠気候であり、灌漑農業が行われている。また、大規模な太陽光発電所が郊外に立地している。

## 関係者

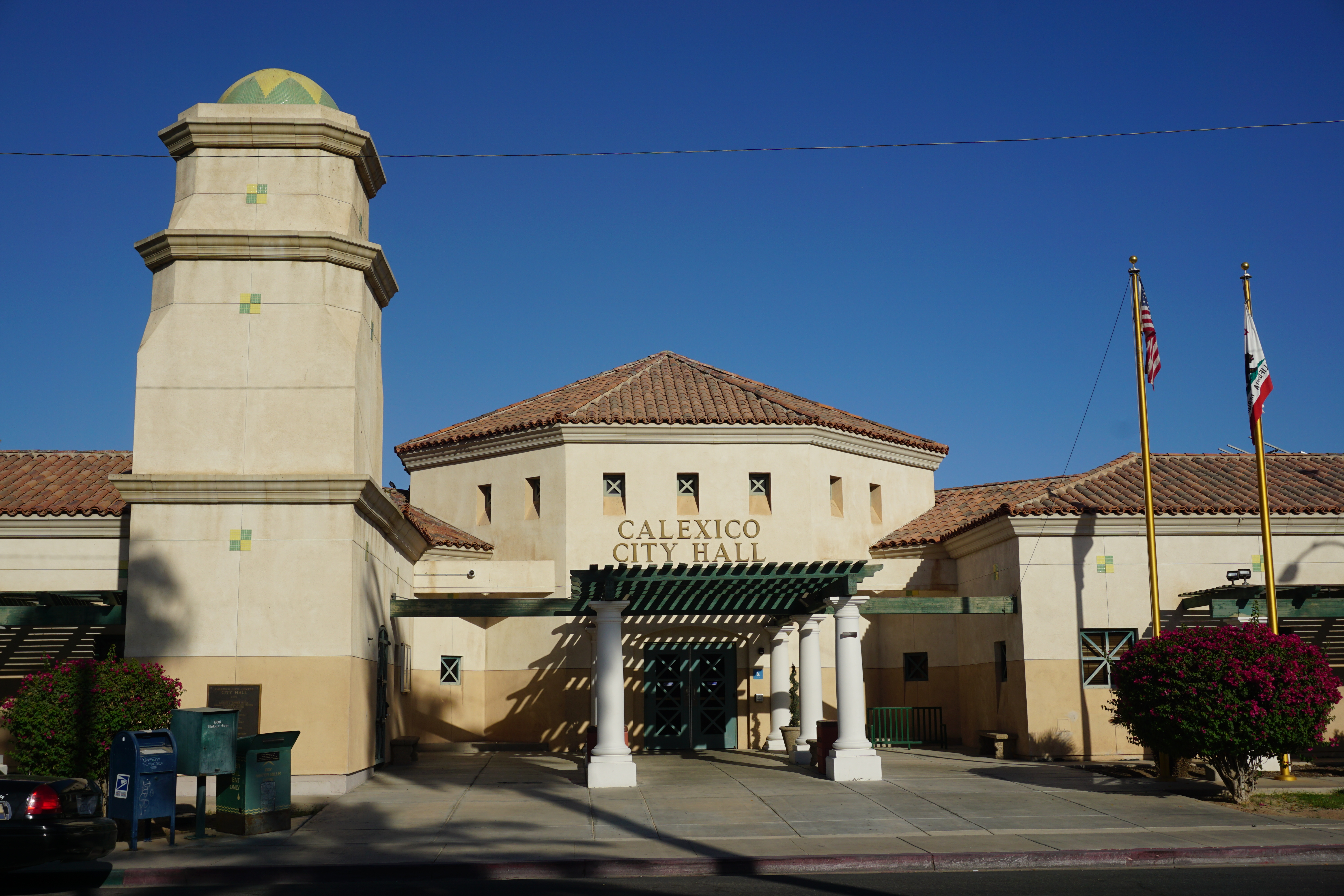
市役所

- 杵島隆
- ルーベン・ニエブラ